# Nikołaj Biesczetwiertnoj
Nikołaj Iljicz Biesczetwiertnoj (ros. Николай Ильич Бесчетвертной, ur. 1895 w Rostowie nad Donem, zm. 29 maja 1937) – radziecki działacz partyjny i dziennikarz.

## Życiorys
W 1915 wstąpił do partii bolszewickiej SDPRR(b), w 1918 był członkiem podziemnego gubernialnego komitetu KP(b)U w Charkowie i członkiem powiatowego biura organizacyjnego KP(b)U w Iziumie, od 22 października 1918 do 1 marca 1919 był członkiem KC KP(b)U. W lutym 1919 został członkiem Komitetu Wykonawczego Charkowskiej Rady Gubernialnej, w 1920 redagował gazetę "Kommunist", od 23 marca do 5 kwietnia 1920 był zastępcą członka KC KP(b)U i jednocześnie członkiem Tymczasowego Biura KC KP(b)U i od 23 do 25 marca 1920 sekretarzem KC KP(b)U. W 1922 został zastępcą szefa Zarządu Wydawnictwa "Krasnaja Now'", 18 grudnia 1927 wykluczono go z WKP(b) w ramach rozprawy z trockistami, później przywrócono mu członkostwo w partii. Do 1932 był zastępcą szefa sektora w Głównym Zarządzie Przemysłu Traktorowego Ludowego Komisariatu Przemysłu Ciężkiego ZSRR, w 1932 został aresztowany, a w 1933 ponownie usunięty z partii i skazany na 3 lata pozbawienia wolności. 4 września 1936 ponownie go aresztowano, następnie rozstrzelano podczas wielkiego terroru.

## Odznaczenia
- Przewodnik po historii Partii Komunistycznej i ZSRR (ros.) [dostęp 2019-01-13]